# Montessori Scholengemeenschap Amsterdam
De Montessori Scholengemeenschap Amsterdam is een scholengroep voor voortgezet montessorionderwijs in Amsterdam.

## Geschiedenis
In 1928 richtte een aantal ouders de Stichting voor Middelbaar en Voorbereidend Hooger Montessori-onderwijs op. Op 11 september 1930 opende het Montessori Lyceum Amsterdam zijn deuren, als particulier initiatief zonder overheidssubsidie. In 1938 werd op initiatief van het gemeentebestuur een montessori-ulo gesticht in 1938 in het centrum van de stad en later een tweede in 1958 in Amsterdam-West. Later zijn deze twee scholen na een bestuurlijke fusie in 1992 opgegaan in het Montessori Lyceum Amsterdam. Kort hierna in 1995 werd de Montessori Scholengemeenschap Amsterdam gesticht samen met het Amstellyceum en de IVKO. 

## Scholen
De Montessori Scholengemeenschap Amsterdam bestaat uit vijf scholen. 
- Montessori Lyceum Oostpoort (voorheen Montessori College Oost)
- Individueel Voortgezet Kunstzinnig Onderwijs (IVKO)
- Montessori Lyceum Amsterdam
- Metis Montessori Lyceum
- Montessori Lyceum Terra Nova